# Estación de Turín Puerta Nueva

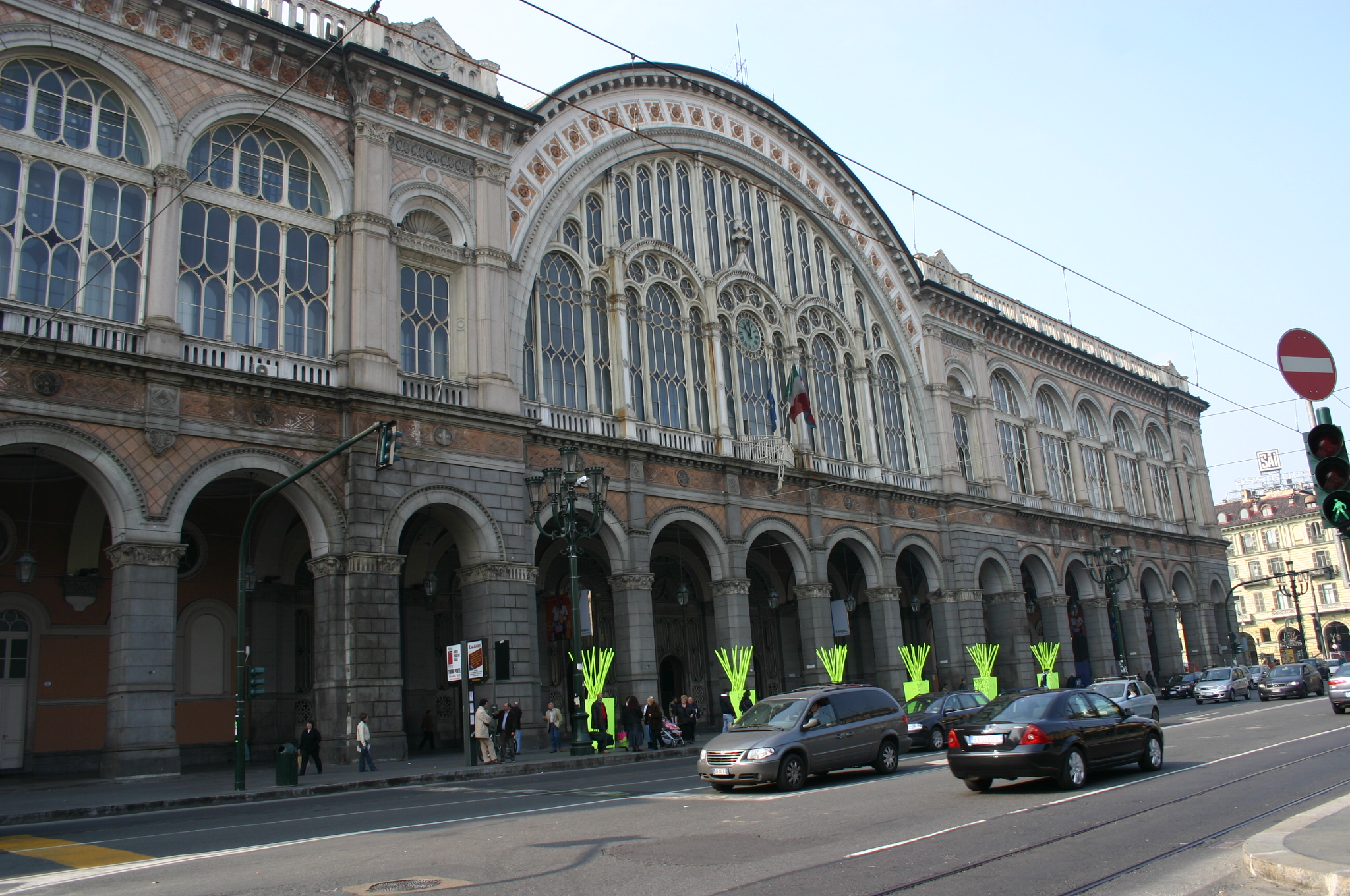
Entrada principal de la estación.

La Estación de Turín Puerta Nueva (Stazione di Torino Porta Nuova en italiano) es la principal estación ferroviaria de la ciudad de Turín.
Es la tercera estación italiana por cantidad de pasajeros tras Roma Termini y Milano Centrale. Es utilizada cada día por aproximadamente 192.000 pasajeros (70 millones al año) y 400 trenes. Es del tipo estación término.

## Historia
Los trabajos de construcción de la estación comenzaron en 1861, bajo la dirección de Alessandro Mazzucchetti y con la colaboración de Carlo Ceppi.
La estación fue habilitada al uso público en diciembre de 1864 y los trabajos finalizaron en 1868 sin que se realizara una inauguración oficial hasta febrero de 2009 (145 años después).

## Modernización
La estación fue incluida en el programa de recalificación de las principales estaciones ferroviarias a cargo de una subsidiaria de Ferrovie dello Stato llamada Grandi Stazioni.
Si bien la inauguración de la estación recalificada se produjo en febrero de 2009 con la presencia del presidente de Ferrovie dello Stato y de las autoridades de la Región de Piamonte y de la ciudad de Turín, las trabajos no estaban finalizados y continuaron.

## Organización
La estación está organizada en tres niveles:
- Nivel -1: ocupado por oficinas de distintas divisiones de Ferrovie dello Stato (FS), locales comerciales y acceso al metro de Turín.
- Nivel 0: ocupado por los andenes, servicios a pasajeros (venta de pasajes, locales comerciales, etc.), central térmica y oficinas técnicas de FS.
- Nivel +1: ocupado por oficinas y servicios postales.